# Chignolo d’Isola
Chignolo d'Isola (lombardul: Chignöl) település Olaszországban, Lombardia régióban, Bergamo megyében. Lakosainak száma 3352 fő (2023. január 1.). Chignolo d’Isola Bonate Sopra, Medolago, Bonate Sotto, Suisio, Bottanuco, Madone és Terno d’Isola községekkel határos.

## Népesség
A település lakossága az elmúlt években az alábbi módon változott:
| Lakosok száma | 3357 | 3417 | 3352 |
|               | 2017 | 2018 | 2023 |